# Каханов, Семён Васильевич (генерал от кавалерии)
Семён Васильевич Каханов (Коханов) (1842—1908) — русский военный деятель. Генерал от кавалерии (1901). Герой Русско-турецкой войны. В 1890 - 1899 годах Начальник Терской области и наказной атаман Терского казачьего войска.

## Биография
В 1857 году вступил в службу юнкером Михайловского артиллерийского училища. В 1860 году после его окончания был произведён в прапорщики, в 1861 году — в подпоручики, в 1862 — в поручики. В 1862 году окончил Михайловскую артиллерийскую академию. С 1863 года участвовал в Среднеазиатских походах русской армии. В 1865 году произведён в штабс-капитаны, в 1867 — в капитаны. В 1869 году переименован в штабс-капитаны гвардии. В 1872 году произведён в капитаны гвардии, в 1874 году — в полковники.

В 1877 году произведён в генерал-майоры с назначением  начальником осадной артиллерии корпуса на Кавказско-турецкой границе, участник Русско-турецкой войны. В 1877 году «за храбрость» был награждён Орденом Святого Георгия 4-й степени и Золотым оружием «За храбрость»: 
За отличие в делах против неприятеля
В 1879 году назначен командиром 38-й артиллерийской бригады. С 1880 года — командир 2-й бригады той же дивизии, а с 1884 года — командир 2-й бригады Кавказской гренадёрской дивизии.
В 1890 году короткое время был командующим 31-й пехотной дивизии, а вскоре в том же году занял пост начальника Терской области и наказного атамана Терского казачьего войска. Произведён в генерал-лейтенанты 30 августа 1890 года. С 1899 года — командир 1-го Туркестанского армейского корпуса.
В 1901 году произведён в генералы от кавалерии и назначен командиром 20-го армейского корпуса. В 1904—1905 годах командовал войсками Одесского военного округа.
Умер 14 (27) августа 1908 года.

## Награды
Награды:
- Орден Святой Анны 3-й степени  (1869)
- Орден Святого Станислава 2-й степени  (1871)
- Орден Святой Анны 2-й степени  (1874)
- Орден Святого Георгия 4-й степени  (1877)
- Золотое оружие «За храбрость» (1877)
- Орден Святого Владимира 3-й степени с мечами  (1878)
- Орден Святого Станислава 1-й степени  (1881)
- Орден Святой Анны 1-й степени  (1884)
- Орден Святого Владимира 2-й степени  (1887)
- Орден Белого орла (1893)
- Орден Святого Александра Невского (1904)